# Wybory parlamentarne w Polsce w 1938 roku
Wybory parlamentarne w Polsce w 1938 roku – były to ostatnie wybory parlamentarne w historii II Rzeczypospolitej. Wybory do Sejmu V kadencji zostały przeprowadzone 6 listopada. 13 listopada odbyły się do Senatu V kadencji. W obydwu głosowaniach zwyciężył obóz sanacji, która stała się (podobnie jak w 1935) jedyną polską siłą polityczną w Sejmie.

## Okoliczności zarządzenia
Wybory odbyły się na mocy zarządzenia prezydenta Mościckiego z 13 września 1938 roku rozwiązującego – na rok przed końcem kadencji – Sejm i Senat. Decyzja o skróceniu kadencji parlamentu miała swoje przyczyny zewnętrzne (napięta sytuacja międzynarodowa, chęć mobilizacji społeczeństwa wobec zagrożenia z zewnątrz), jak i wewnętrzne (walki frakcyjne w obozie sanacji – chęć wyeliminowania z życia publicznego wybranego na Marszałka Sejmu wiosną 1938 roku Walerego Sławka).

## Ordynacja
Parlamentarzystów wybierano w zgodzie z uchwaloną 8 lipca 1935 roku ordynacją, przewidującą wybór przedstawicieli do Sejmu w 104 okręgach dwumandatowych (w każdym z nich musiało być co najmniej czterech kandydatów) w systemie większościowym – do Sejmu dostawali się więc ci dwaj, na których padło najwięcej głosów w danym okręgu. Do liczącego 96 miejsc Senatu wybrano w okręgach 64 przedstawicieli, resztę mianował prezydent Mościcki.
Funkcję generalnego komisarza wyborczego pełnił Stanisław Giżycki.

## Udział w wyborach
Frekwencja w wyborach do Sejmu wyniosła 67,1%, co odnotowano jako sukces propagandy sanacyjnej. Najmniej osób głosowało w woj. krakowskim (48%), Warszawie (55%), najwięcej zaś na Tarnopolszczyźnie i Śląsku (83%).
W wyborach senackich (do kolegiów) udział wzięło ok. 70% uprawnionych.

## Skład Sejmu i Senatu
W związku z zasadą większościowości nie wszystkie mandaty do Sejmu zostały obsadzone. Przyjmuje się, że ok. 164 posłów reprezentowało OZN, parunastu miało status niezależnych (dawniej związanych z obozem piłsudczykowskim, ale krytycznie nastawionych do polityki OZN, jak np. Lucjan Żeligowski czy ks. Lubelski), a resztę miejsc objęły mniejszości narodowe (Ukraińcy 14, Żydzi 5).
Wybory sejmowe wiązały się dla sanacji ze znacznym upokorzeniem, np. w Wilnie szef OZN Stanisław Skwarczyński uzyskał znacznie mniej głosów niż czołowy przeciwnik obozu Lucjan Żeligowski, a będący w niełasce Walery Sławek zgromadził aż 17 tys. głosów w swoim okręgu.
Oprócz polityków OZN (Prystora, Grabowskiego i Świętosławskiego) czy dawniej związanego z BBWR Kazimierza Bartla, wśród nominatów prezydenta do Senatu znalazły się osoby z różnych środowisk politycznych (ludowcy, księża, chadecy, konserwatyści), które w latach trzydziestych przeszły na stronę sanacji (np. Jan Dębski z SL, ks. Wacław Bliziński).
Prezydent Mościcki mianował też na senatorów przedstawicieli mniejszości narodowych: Rudolfa Wiesnera i Erwina Hasbacha (Niemcy, pierwszy z nich był liderem nazistowskiej partii Junge Deutsche Partei) oraz Jakuba Trockenheima z warszawskich ortodoksów wraz z prof. Mojżeszem Schorrem.